# 체인지 데이즈
체인지 데이즈는 카카오엔터테인먼트가 제작하고 장도연, 양세찬, 허영지, 코드쿤스트가 공동 진행하는 버라이어티 프로그램이다. 해당 프로그램은 이별의 문턱에 선 연인들이 일주일동안 자신들의 연애를 진지하게 되돌아보는 마지막 기회를 통해, 진정한 해피엔딩을 찾아나서는 커플 새로고침 프로젝트이다. 호스트는 진행자로서 세 커플의 여행 과정과 미묘한 심리적 변화를 관찰한다.
2021년 6월 15일부터 매주 화요일 넷플릭스를 통해 한국에서 방영되었다.
공식 통계에 따르면 16회 최종회 이후 본편과 부가 영상의 총 조회수는 4700만 뷰를 돌파했다 .
| 체인지 데이즈 | 체인지 데이즈                      |
| ------------- | ---------------------------------- |
| 장르          | 예능 프로그램, 리얼리티            |
| 진행자        | 장도연, 양세찬, 허영지, 코드쿤스트 |
| 제작 국가     | 대한민국                           |
| 언어          | 한국어                             |
| 회차          | 17회(16+1)                         |
| 회당 길이     | 40분                               |
| 제작          |                                    |
| PD            | 이재석                             |
| 촬영장소      | 제주도                             |
| 제작사        | 카카오 엔터테인먼트                |
| 방영          |                                    |
| 방영 채널     | 카카오 TV                          |
| 그래픽        | 1080i HD                           |
| 사운드 제식   | 스테레오                           |
| 방송일        | 2021년 5월 18일~2021년 9월 14일    |
| 방송 시간     | 화요일 오후 5시(KST)               |

## 프로그램 호스트
| 이름       | 생일                   | 직업                  |
| ---------- | ---------------------- | --------------------- |
| 장도연     | 1985년 3월 10일(40세)  | 코미디언, 방송인      |
| 양세찬     | 1986년 12월 8일(38세)  | 코미디언, 방송인      |
| 허영지     | 1994년 8월 30일(30세)  | 가수, 배우, 진행자    |
| 코드쿤스트 | 1989년 12월 18일(35세) | 음악 프로듀서, 작곡가 |

## 프로그램 소개
서로 오랜 세월 알고 지냈지만 애틋한 감정이 부족한 세 커플. 이번 여행을 통해 제주도에서 파트너를 교환하고 데이트를 하며 새로운 시작의 가능성을 모색한다. 여행의 마지막 날, 모든 커플은 전 연인과의 관계를 계속할지, 작별 인사를 할지, 새로운 시작을 맞이할지를 결정한다.

## 참가자
| 이름   | 나이                       | 직업                    | 에피소드 수에 참여 |
| ------ | -------------------------- | ----------------------- | ------------------ |
| 강우석 | 28 살                      | 배우                    | 1화~17화           |
| 이홍주 | 24 살                      | 배우                    | 1화~17화           |
| 조성호 | 1990년 12월 25일 (만 32세) | 가수 ( HALO 멤버)       | 1화~17화           |
| 이상미 | 32세                       | 모델                    | 1화~17화           |
| 오진록 | 30 살                      | 기업가                  | 1화~17화           |
| 김민선 | 27세                       | 피트니스 모델, 트레이너 | 1화~17화           |

## 프로그램 일정
| 삽화 | 방송일          | 제목                               | 선택한 데이트 상대                                                                        | 데이트 파트너                                                                                |
| ---- | --------------- | ---------------------------------- | ----------------------------------------------------------------------------------------- | -------------------------------------------------------------------------------------------- |
| 1    | 2021년 5월 18일 | 완벽한 커플                        |                                                                                           |                                                                                              |
| 2    | 2021년 5월 25일 | 비밀                               | 조성호→이홍주 강우석→김민선 오진록→이상미                                                 | 개인 요트 그룹 오진록&이상미 아름다운 섬 그룹 조성호 & 이홍주 봄꽃모임 강우석&김민선         |
| 3    | 2021년 6월 1일  | 내 연인의 첫 데이트                | 조성호→이홍주 강우석→김민선 오진록→이상미                                                 | 개인 요트 그룹 오진록&이상미 아름다운 섬 그룹 조성호 & 이홍주 봄꽃모임 강우석&김민선         |
| 4    | 2021년 6월 8일  | 내가 있어야 할 곳                  | 조성호→이홍주 강우석→김민선 오진록→이상미                                                 | 개인 요트 그룹 오진록&이상미 아름다운 섬 그룹 조성호 & 이홍주 봄꽃모임 강우석&김민선         |
| 5    | 2021년 6월 22일 | 진실을 알고 싶지 않아              | 조성호→이홍주 강우석→김민선 오진록→이상미                                                 | 개인 요트 그룹 오진록&이상미 아름다운 섬 그룹 조성호 & 이홍주 봄꽃모임 강우석&김민선         |
| 6    | 2021년 6월 29일 | 내 여자의 선택                     | 이홍주→오진록 이상미→강우석 김민선→조성호                                                 |                                                                                              |
| 7    | 2021년 7월 6일  | 질투와 자제력은 어디에             | 이홍주→오진록 이상미→강우석 김민선→조성호                                                 | 자동차 캠핑 그룹 김민선&조성호 요가 및 야간 투어 그룹 이홍주 & 오진록 해녀체험 이상미&강우석 |
| 8    | 2021년 7월 13일 | 마음을 따라 두 번째 데이트         | 이홍주→오진록 이상미→강우석 김민선→조성호                                                 | 자동차 캠핑 그룹 김민선&조성호 요가 및 야간 투어 그룹 이홍주 & 오진록 해녀체험 이상미&강우석 |
| 9    | 2021년 7월 20일 | 늦은 밤, 흔들리는 마음             | 이홍주→오진록 이상미→강우석 김민선→조성호                                                 | 자동차 캠핑 그룹 김민선&조성호 요가 및 야간 투어 그룹 이홍주 & 오진록 해녀체험 이상미&강우석 |
| 10   | 2021년 7월 27일 | 그날 밤 너와 그 사람               | 이홍주→오진록 이상미→강우석 김민선→조성호                                                 | 자동차 캠핑 그룹 김민선&조성호 요가 및 야간 투어 그룹 이홍주 & 오진록 해녀체험 이상미&강우석 |
| 11   | 2021년 8월 3일  | 마음의 거리는 좁힐 수 없다         | 이홍주→오진록 이상미→강우석 김민선→조성호                                                 | 자동차 캠핑 그룹 김민선&조성호 요가 및 야간 투어 그룹 이홍주 & 오진록 해녀체험 이상미&강우석 |
| 12   | 2021년 8월 10일 | 조금은 이상한 연인과의 데이트      | 강우석&이홍주조성호&이상미 오진록&김민선                                                  |                                                                                              |
| 13   | 2021년 8월 17일 | 대면                               |                                                                                           |                                                                                              |
| 14   | 2021년 8월 24일 | 우리 둘만의 은밀한 데이트          | 강우석→김민선 이홍주 → 조성호 조성호→김민선 이상미→강우석 오진록 → 이홍주 김민선 → 조성호 |                                                                                              |
| 15   | 2021년 8월 31일 | 너와 나 마음이 부딪히는 순간       | 강우석→김민선 이홍주 → 조성호 조성호→김민선 이상미→강우석 오진록 → 이홍주 김민선 → 조성호 | 조성호 & 김민선                                                                              |
| 16   | 2021년 9월 7일  | 어떤 선택을 하든 해피엔딩이길 바래 | 강우석→김민선 이홍주 → 조성호 조성호→김민선 이상미→강우석 오진록 → 이홍주 김민선 → 조성호 | 조성호 & 김민선                                                                              |
| 17   | 2021년 9월 14일 | 최종 선택                          |                                                                                           |                                                                                              |

## 참고 및 참조

### 참조
1. ↑  “장도연 '체인지 데이즈', 양세찬 MC 합류”. 뉴시스. 2021년 4월 28일. 2021년 5월 7일에 확인함.
2. ↑  “코드쿤스트X허영지, '체인지 데이즈' MC 확정 "연애에 진심"”. 스포츠투데이. 2021년 5월 7일. 2021년 5월 7일에 원본 문서에서 보존된 문서. 2021년 5월 7일에 확인함.
3. ↑  “'체인지 데이즈', 공개 6시간만에 120만뷰 기록 '뜨거운 반응'”. 네이트뉴스. 2021년 5월 19일. 2021년 5월 27일에 원본 문서에서 보존된 문서. 2021년 5월 27일에 확인함.
4. ↑  “오랜 연애vs새로운 설렘, 선택은? 카카오TV '체인지 데이즈' 2차 티저 공개”. 서울경제. 2021년 5월 4일. 2021년 5월 7일에 원본 문서에서 보존된 문서. 2021년 5월 7일에 확인함.
5. ↑  “'마리텔' 이재석PD '체인지 데이즈' 5월 첫선...커플 새로고침(공식)”. YTN. 2021년 4월 12일. 2021년 5월 7일에 원본 문서에서 보존된 문서. 2021년 5월 7일에 확인함.
6. ↑  “[인터뷰] ‘체인지 데이즈’ 이재석 PD “연인과 한 방? 자극성 노린 규칙 아냐””. 이투데이. 2021년 9월 14일. 2021년 9월 14일에 원본 문서에서 보존된 문서. 2021년 9월 14일에 확인함.